# مدار مجتمع هایبرید

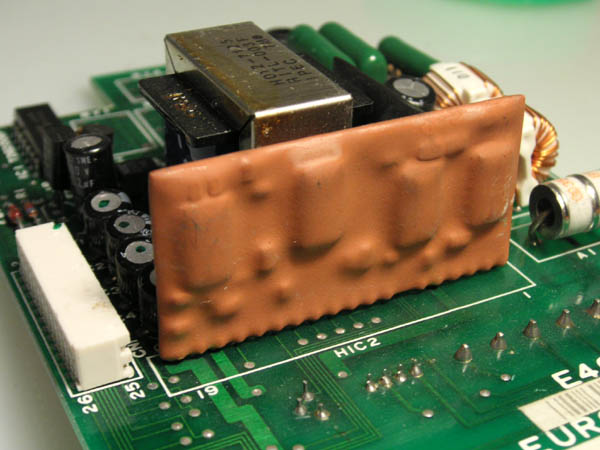
یک مدار مجتمع هایبرید

مدار مجتمع هایبرید (به انگلیسی: Hybrid Integrated circuits یا HIC) مدارات مجتمعی هستند که روی فوم یا بورد مدار چاپی پیاده شده که خود از مدارات گسسته و تراشه‌ها دیگر پیکربندی شده‌اند. لزوم ساخت آن‌ها شرط دسترسی به پین‌های آنهاست که کارتریج (اصطلاحاً فیلم‌های بازی) سگا را می‌توان مثال زد. یا واقعاً پیاده‌سازی مدار مورد نظر در محفظه مدار مجتمع امکان‌پذیر نیست (از لحاظ فرکانس مدار و توان الکتریکی قطعات) و در نهایت ممکن است مدار عمداً به صورت مخفی، پوشانده شده در اپوکسی، رزین یا نوارهای پلاستیکی جمع شده با حرارت (وارنیش) توسط کمپانی سازنده، مانع الگو برداری و مهندسی معکوس آن‌ها شوند. در طیف آخر اغلب منابع تغذیهٔ سوئیچینگ، مولدهای خاص فرکانس بالا با شکل موج‌های خاص سیگنال حامل، قطار پالس کنترل شده بدون کوچک‌ترین خطا و دمدولاتورهای زاویه‌ای (FM, PM) هستند.

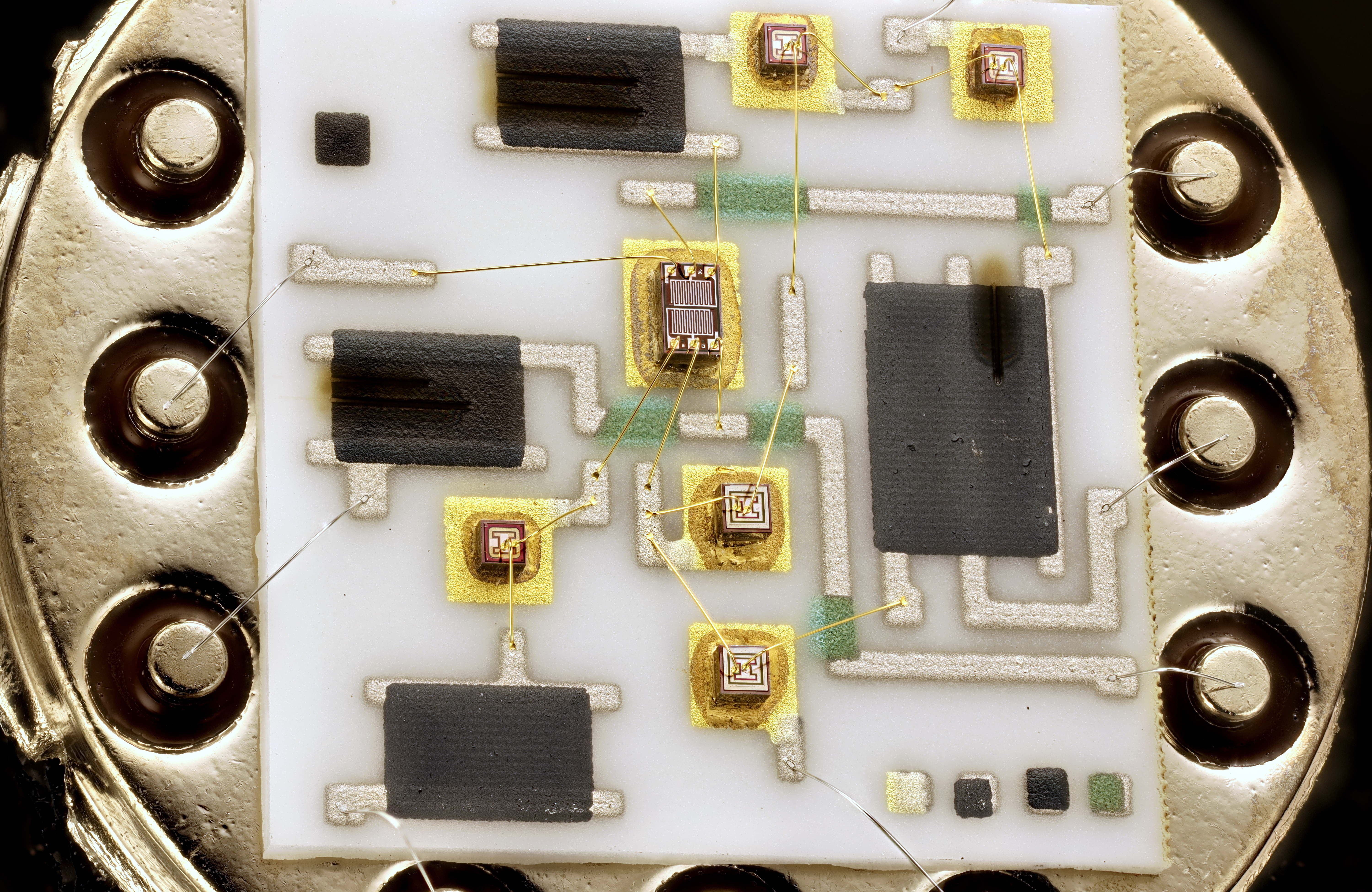
تقویت‌کننده عملیاتی هایبریدی روی یک زیرلایه سرامیکی با مقاومت‌های پوسته‌ای ضخیم بریده شده با لیزر